# Ford Fiesta Tuareg
Der Ford Fiesta Tuareg (auch: Ford Ghia Tuareg) war ein Konzeptauto von Ford, das 1979 auf dem Genfer Auto-Salon präsentiert wurde. Der Tuareg zeigte die Idee eines Sport Utility Vehicles, lange bevor diese ab den 2000er Jahren zunehmend populär wurden und auch lange bevor in Europa 2012 mit dem EcoSport ein Mini-SUV auf Basis des Ford Fiesta veröffentlicht wurde. Das Fahrzeug entstand bei der seit 1970 zu Ford gehörigen Carrozzeria Ghia und der konzerneigenen Designabteilung in Dearborn.

## Design
Der Ford Fiesta Tuareg basierte auf der Bodengruppe des Ford Fiesta ’76 und teilte sich mit diesem – vor allem im Bereich des Vorderwagens – auch dessen Design. Die Dachlinie wurde verlängert, was dem Tuareg eher das Aussehen eines Kombis gibt. Die Heckklappe war mit einer separat zu öffnender Heckscheibe ausgestattet. Der Tuareg hatte eine Komplettverspoilerung bestehend aus Front- und Heckschürze, Radhausverbreiterungen und Seitenschwellern, statt der Stoßstange einen Frontschutzbügel, eine Dachreling und vier Zusatzscheinwerfer, davon zwei an der Fahrzeugfront und zwei oberhalb der Windschutzscheibe. Passend zum Anspruch eines „Off-Road“- und wüstentauglichen Fiesta waren grobstollige Goodyear Terra-Reifen in der Dimension 26x12.00-12 auf 7 Zoll breiten Stahlfelgen montiert. Das Fahrzeug war beige, sowie mit einem auffäligen orange-braunen Design und mit Ford und tuareg in großen Buchstaben gestaltet. Sitze und Türverkleidungen waren mit Tweed bezogen, der Kofferraum und der Boden des Autos mit dickem, braunen Cord.

## Technik
Die Bodengruppe und weite Teile der Technik, wie auch der 1,1-Liter-Valencia-Motor, wurden unverändert vom Fiesta der ersten Baureihe übernommen. Die Karosserie wurde höhergelegt und das Fahwerk verstärkt, um dem Anspruch eines Geländewagens Rechnung zu tragen. Statt Straßenreifen wurden am Tuareg grobstollige Terra-Reifen von Goodyear verwendet. Der Tuareg war etwa 17 cm länger, 9 cm breiter und 19 cm höher als ein serienmäßiger Fiesta ’76.

## Verbleib
Über den Verbleib des Fiesta Tuareg ist nichts bekannt.

## Modellbau
Der japanische Spielwarenhersteller Imai Kagaku Co., Ltd. aus Shizuoka bot einen Plastikmodellbausatz des Fahrzeugs in der Reihe Imai Super Car Peanut Series an.